# Jay des Adelphes
Jay des Adelphes est un drag king français, connu pour l'organisation d'ateliers drag.

## Biographie

### Famille
Jay perd sa mère alors qu'il n'a que 17 ans. L'année suivante, en 2013, la manif pour tous organise des rassemblements près de chez lui, dans le quartier parisien de la Porte Maillot. Pour lutter contre son sentiment d'impuissance face à leur homophobie et transphobie, il va interroger ces militants, enregistrant leurs réponses sur un microphone. Son père finit par rejoindre le mouvement et Jay est recueilli par l'association Le Refuge.

### Des ateliers drag à la drag school
Jay découvre le king en autodidacte, en regardant des vidéos de maquillage sur YouTube ainsi que le film Victor Victoria. Jay et son ancienne compagne, Elliott, sortent en king ensemble, notamment en boîte gay. Il performe aussi lors de scènes ouvertes et combine le drag avec d'autres formes de militantisme, notamment des ateliers Do it yourself de strap-on ou de slam et des manifestations où il côtoie plusieurs associations telles qu'Osez le féminisme !. Il réalise aussi ses propres drag shows, dont le premier est Your Body, Your Rules. Le drag lui permet d'exprimer son militantisme d'une manière différente, créative et artistique.
Son nom de king lui vient du texte Adelphes, nous étions des mutants de Léonie Casthel, séduit par la solidarité et l'absence de marquage de genre du terme « adelphe ».
Sous l'influence de Rachele Borghi, il restructure ses ateliers pour les consacrer au drag king avec groupe de parole sur le genre, histoire du king, exercices de groupe, choix du nom de drag, sortie dans la rue en drag, soirée, et séance photo. Les exercices, inspirés du monde du théâtre, visent à augmenter la confiance en eux des participants. Ces ateliers, qui ont lieu notamment à Paris 8 ou au cabaret des Merveilles, permettent à des personnes transmasculines de se découvrir et de vivre leur première expérience d'euphorie de genre, mais aussi à créer des archives photo. D'autres participants vivent l'expérience de manière plus décontractée et théâtrale. Jay y explique des techniques de masculinisation, tels que l'usage de packer en silicone ou fabriqué à partir d'un préservatif, le binding, la création d'une fausse moustache à partir de ses cheveux ou le maquillage. Le public a autour de 25 ans et a souvent découvert le drag par RuPaul's Drag Race.
La sortie dans la rue est un moment éprouvant, les kings se faisant fortement remarquer dans le métro de manière curieuse ou hostile.
En 2022, il monte la drag school, une école de drag.

### Recherches
En parallèle de ses activités militantes, il publie un mémoire de recherche sur l'histoire des drag king.

### Identité de genre
Jay, qui s'est beaucoup interrogé sur son identité de genre, utilise les pronoms il et elle et est ouvertement lesbienne.

## Filmographie
- King Max, 2021, Jack[5]